# Worms World Party
Worms World Party est un jeu vidéo d'artillerie appartenant à la série Worms. Il se joue en tour par tour et son univers est réalisé en 2 dimensions. Il est édité par Team17.

## Système de jeu
Worms World Party marque le dernier épisode des Worms réalisé en deux dimensions, avant le passage à la 3D amorcé par Worms Blast et confirmé par Worms 3D. Il représente l'apogée de la série de Worms traditionnelle en 2D, et reste un concurrent aux versions suivantes, imparfaites du fait de la jeunesse de leur adaptation 3D.
Worms World Party n'apporte en fait que très peu d'innovations par rapport à l'épisode précédent, Worms Armageddon. Il ajoute un mode de missions à deux, et une nouvelle arme, le mouton aquatique, nouvelle version du super mouton qui peut en plus voyager sous l'eau. Cette apparente stagnation a logiquement été combattue par le passage à la 3D qui tente d'apporter un renouveau à une série initiée 6 ans plus tôt.
La communauté des joueurs de Worms est restée longtemps indécise quant à ce titre. En effet, celui-ci peut marquer l'apogée réelle de la série entière après un passage à la 3D peu convaincant, ou peut marquer une réédition de la version précédente pour préparer un passage à la 3D réussi. Néanmoins, cette version est restée, jusqu'à Worms 4 : Mayhem, une des versions favorites de la communauté qui considère les jeux Worms en 2D et Worms en 3D comme deux jeux différents qu'il est difficile de comparer.

## Accueil
- Jeux vidéo Magazine : 16/20 (GBA)[1]
- Jeuxvideo.com : 14/20 (PC)[2] - 14/20 (DC)[3] - 11/20 (GBA)[4] - 11/20 (NG)[5]

## Worms World Party Remastered
Le 10 juin 2015, Team17 annonce via sa chaîne Youtube, la sortie prochaine d'une version remasterisée du jeu, qui fournit des graphismes en FullHD et des sons de meilleure qualité.
Elle a été publiée sur Steam et GOG.com le 16 juillet 2015.